# Thierry Lounas
Thierry Lounas (né en 1972) est un producteur, critique et éditeur de cinéma, ainsi que l'un des fondateurs de Capricci et de la revue So Film.

## Biographie
Avec Emmanuel Burdeau et Laurent Chartier, Thierry Lounas a participé en 2000 à la création du site Internet des Cahiers du cinéma.
Il s'engage en 2008 dans un projet de reprise de la revue porté par Emmanuel Burdeau et Thierry Wilhelm, projet soutenu par la majorité de l'équipe mais qui n'aboutira pas. Thierry Lounas devient ensuite producteur, distributeur et éditeur (Caprici). Il a en outre fondé la revue So Film et le festival So Film Summercamp.

## Filmographie
- 2020 : La Nuée de Just Philippot